# 第2次ドナルド・トランプ内閣
第2次ドナルド・トランプ内閣（だい2じドナルド・トランプないかく、英: Second cabinet of Donald Trump）は、アメリカ合衆国において2025年1月20日に発足した第2次ドナルド・トランプ政権における内閣。アメリカ合衆国の内閣は、副大統領や各省長官（閣僚）、及び閣僚級高官で構成される行政府で、大統領顧問団とも呼称される。

## 概説
2024年11月5日に執行されたアメリカ合衆国大統領選挙は接戦になるという大方の事前の予測を覆し、共和党候補であるドナルド・トランプ前大統領が選挙人538人のうち312人を獲得、激戦7州すべてを獲得し、総得票数でも民主党候補のカマラ・ハリス副大統領を上回るという大勝となった。このためハリス陣営も早々に敗北宣言を行い、政権交代が混乱なく実現することとなった。
第1次政権の際には主要な閣僚の選出に1カ月以上を要したトランプであったが、選挙の2日後にはスージー・サマーオール・ワイルズを大統領首席補佐官に充てる人事案を発表したことを皮切りに次々と閣僚を指名し、11月23日に保守系シンクタンク・アメリカ・ファースト政策研究所(AFPI)所長のブルック・ロリンズを農務長官に指名したことで全閣僚の指名を終えたなど、第1次政権の時よりは順調なペースとなった（閣僚級高官も同年12月22日に完了）。一方で司法長官に指名したマット・ゲイツ下院議員が辞退を表明するなど波乱要素も生じた（後述）。3月11日にロリ・チャベスデレマーが労働長官に就任し、全閣僚が着任した（閣僚級高官は国連大使が未承認）。

## 閣僚・閣僚級高官
以下の表中、「順」は、大統領権限継承順位を示す。表中にない第2位、第3位は、それぞれ下院議長、上院仮議長である。画像の列のソートボタンで元の順序に戻る。

### 閣僚
| 順 | 省             | 長官 | 現職                         | 肖像 | 就任日                                                 |
| -- | -------------- | --- | ---------------------------- | ---- | ------------------------------------------------------ |
| 4  | 国務省         | 国務長官 (合衆国法典第22編第2651a条 22 U.S.C. § 2651a)                                                   | マルコ・ルビオ               | 01/  | 2024年11月13日発表 2025年1月20日承認 2025年1月21日就任 |
| 5  | 財務省         | 財務長官 (合衆国法典第31編第301条 31 U.S.C. § 301)                                                       | スコット・ベッセント         | 02/  | 2024年11月22日発表 2025年1月27日承認 2025年1月28日就任 |
| 6  | 国防総省       | 国防長官 (合衆国法典第10編第113条 10 U.S.C. § 113)                                                       | ピート・ヘグセス             | 03/  | 2024年11月12日発表 2025年1月24日承認 2025年1月25日就任 |
| 7  | 司法省         | 司法長官 (合衆国法典第28編第503条 28 U.S.C. § 503)                                                       | パム・ボンディ               | 04/  | 2024年11月21日発表 2025年2月4日承認 2025年2月5日就任   |
| 8  | 内務省         | 内務長官 (合衆国法典第43編第1451条 43 U.S.C. § 1451)                                                     | ダグ・バーガム               | 05/  | 2024年11月14日発表 2025年1月30日承認 2025年2月1日就任  |
| 9  | 農務省         | 農務長官 (合衆国法典第7編第2202条 7 U.S.C. § 2202)                                                       | ブルック・ロリンズ           | 06/  | 2024年11月23日発表 2025年2月13日承認 同日就任          |
| 10 | 商務省         | 商務長官 (合衆国法典第15編第1501条 15 U.S.C. § 1501)                                                     | ハワード・ラトニック         | 07/  | 2024年11月19日発表 2025年2月18日承認 2025年2月21日就任 |
| 11 | 労働省         | 労働長官 (合衆国法典第29編第551条 29 U.S.C. § 551)                                                       | ロリ・チャベスデレマー       | 08/  | 2024年11月22日発表 2025年3月10日承認 2025年3月11日就任 |
| 12 | 保健福祉省     | 保健福祉長官 (Reorganization Plan No. 1 of 1953, 67 Stat. 631 合衆国法典第42編第3501条 42 U.S.C. § 3501) | ロバート・ケネディ・ジュニア | 09/  | 2024年11月14日発表 2025年2月13日承認 同日就任          |
| 13 | 住宅都市開発省 | 住宅都市開発長官 (合衆国法典第42編第3532条 42 U.S.C. § 3532)                                             | スコット・ターナー           | 10/  | 2024年11月22日発表 2025年2月5日承認 同日就任           |
| 14 | 運輸省         | 運輸長官 (合衆国法典第49編第102条 49 U.S.C. § 102)                                                       | ショーン・ダフィー           | 11/  | 2024年11月18日発表 2025年1月28日承認 同日就任          |
| 15 | エネルギー省   | エネルギー長官 (合衆国法典第42編第7131条 42 U.S.C. § 7131)                                               | クリス・ライト               | 12/  | 2024年11月16日発表 2025年2月3日承認 同日就任           |
| 16 | 教育省         | 教育長官 (合衆国法典第20編第3411条 20 U.S.C. § 3411)                                                     | リンダ・マクマホン           | 13/  | 2024年11月19日発表 2025年3月3日承認 同日就任           |
| 17 | 退役軍人省     | 退役軍人長官 (合衆国法典第38編第303条 38 U.S.C. § 303)                                                   | ダグ・コリンズ               | 14/  | 2024年11月14日発表 2025年2月4日承認 2025年2月5日就任   |
| 18 | 国土安全保障省 | 国土安全保障長官 (合衆国法典第6編第112条 6 U.S.C. § 112)                                                 | クリスティ・ノーム           | 15/  | 2024年11月13日発表 2025年1月25日承認 同日就任          |

### 閣僚級高官
| 順 | 行政機関       | 役職             | 現職                             | 肖像 | 就任日                                                |
| -- | -------------- | ---------------- | -------------------------------- | ---- | ----------------------------------------------------- |
| 1  | 副大統領府     | 副大統領         | J・D・ヴァンス                   | 01/  | 2024年7月15日指名 2024年11月5日当選 2025年1月20日就任 |
| -  | 環境保護庁     | 環境保護庁長官   | リー・ゼルディン                 | 02/  | 2024年11月11日発表 2025年1月29日承認 同日就任         |
| -  | 行政管理予算局 | 行政管理予算局長 | ラッセル・ボート                 | 03/  | 2024年11月22日発表 2025年2月6日承認                   |
| -  | 国家情報長官室 | 国家情報長官     | トゥルシー・ギャバード           | 04/  | 2024年11月13日発表 2025年2月12日承認 同日就任         |
| -  | 中央情報局     | 中央情報局長官   | ジョン・ラトクリフ               | 05/  | 2024年11月12日発表 2025年1月23日承認 同日就任         |
| -  | 通商代表部     | 通商代表         | ジェイミソン・グリア             | 06/  | 2024年11月26日発表 2025年2月26日承認                  |
| -  | 国務省         | 国連大使         | マイク・ウォルツ                 | 07/  | 2025年5月1日発表                                      |
| -  | 中小企業庁     | 中小企業庁長官   | ケリー・レフラー                 | 09/  | 2024年12月4日発表 2025年2月19日承認 2025年2月20日就任 |
| -  | 大統領行政府   | 大統領首席補佐官 | スージー・サマーオール・ワイルズ | 11/  | 2024年11月7日発表 2025年1月20日就任                   |

ジョー・バイデン内閣と比べると、経済諮問委員会委員長と科学技術政策局局長については内閣のメンバーとして挙げられていない。

## 政権発足当初の内閣
トランプは政権発足の2025年1月20日に各ポストに対して、閣僚が上院において承認されるまで職務を代行する代理者を指名した。J・D・ヴァンス副大統領とスージー・サマーオール・ワイルズ大統領首席補佐官は上院の承認を要さないため、政権発足当初から正規のメンバーである。
| 種別       | 職名             | 代理者                                                 | 就任日                                                 | 退任日                                                 |
| ---------- | ---------------- | ------------------------------------------------------ | ------------------------------------------------------ | ------------------------------------------------------ |
| 閣僚       | 国務長官         | リサ・D・ケナ Lisa D. Kenna                            | 2025年1月20日                                          | 2025年1月21日                                          |
| 閣僚       | 財務長官         | デビッド・レブリク David Lebryk                        | 2025年1月20日                                          | 2025年1月28日                                          |
| 閣僚       | 国防長官         | ロバート・G・サレッセス Robert G. Salesses             | 2025年1月20日                                          | 2025年1月25日                                          |
| 閣僚       | 司法長官         | ジェームズ・マクヘンリー James McHenry                 | 2025年1月20日                                          | 2025年2月5日                                           |
| 閣僚       | 内務長官         | ウォルター・クラックシャンク Walter Cruickshank        | 2025年1月20日                                          | 2025年2月1日                                           |
| 閣僚       | 農務長官         | ゲイリー・ワシントン Gary Washington                   | 2025年1月20日                                          | 2025年2月13日                                          |
| 閣僚       | 商務長官         | ジェレミー・ペルター Jeremy Pelter                     | 2025年1月20日                                          | 2025年2月21日                                          |
| 閣僚       | 労働長官         | ヴィンス・ミコン Vince Micone                          | 2025年1月20日                                          | 2025年3月11日                                          |
| 閣僚       | 保健福祉長官     | ドロシー・フィンク Dorothy Fink                        | 2025年1月20日                                          | 2025年2月13日                                          |
| 閣僚       | 住宅都市開発長官 | マシュー・アンモン Matt Ammon                          | 2025年1月20日                                          | 2025年2月5日                                           |
| 閣僚       | 運輸長官         | ジュディス・カレタ Judith Kaleta                       | 2025年1月20日                                          | 2025年1月28日                                          |
| 閣僚       | エネルギー長官   | イングリッド・コルブ Ingrid Kolb                       | 2025年1月20日                                          | 2025年2月3日                                           |
| 閣僚       | 教育長官         | デニス・L・カーター Denise L. Carter                   | 2025年1月20日                                          | 2025年3月3日                                           |
| 閣僚       | 退役軍人長官     | トッド・B・ハンター Todd B. Hunter                     | 2025年1月20日                                          | 2025年2月5日                                           |
| 閣僚       | 国土安全保障長官 | ベンジャミン・ハフマン Benjamine Huffman               | 2025年1月20日                                          | 2025年1月25日                                          |
| 閣僚級高官 | 副大統領         | J・D・ヴァンス James David Vance                       | J・D・ヴァンス James David Vance                       | J・D・ヴァンス James David Vance                       |
| 閣僚級高官 | 環境保護庁長官   | ジェームズ・ペイン James Payne                         | 2025年1月20日                                          | 2025年1月29日                                          |
| 閣僚級高官 | 行政管理予算局長 | マシュー・ヴァース Matthew Vaeth                       | 2025年1月20日                                          | 2025年2月7日                                           |
| 閣僚級高官 | 国家情報長官     | ステイシー・ディクソン Stacey Angela Dixon             | 2025年1月20日                                          | 2025年1月25日                                          |
| 閣僚級高官 | 国家情報長官     | ローラ・シャオ Lora Shiao                              | 2025年1月25日                                          | 2025年2月12日                                          |
| 閣僚級高官 | 通商代表         | ファン・ミラン Juan Millan                             | 2025年1月20日                                          |                                                        |
| 閣僚級高官 | 中小企業庁長官   | エベレット・ウッデル Everett M. Woodel Jr.             | 2025年1月20日                                          | 2025年2月20日                                          |
| 閣僚級高官 | 大統領首席補佐官 | スージー・サマーオール・ワイルズ Susan Summerall Wiles | スージー・サマーオール・ワイルズ Susan Summerall Wiles | スージー・サマーオール・ワイルズ Susan Summerall Wiles |

出典：President Trump Announces Acting Cabinet and Cabinet-Level Positions
1. ↑  2025年1月20日に宣誓し就任。
2. ↑  上院の承認を必要としない。

## 議論となった人事

### 司法長官
司法長官には当初、2024年11月12日に保守強硬派とされるマット・ゲイツ下院議員が指名された。しかしゲイツは前年の2023年10月3日に民主党と組んで同じ共和党所属のケビン・マッカーシー下院議長の解任動議を主導し辞任に追い込んだ経歴があるなど共和党内でも評判は良くなく、また過去には最終的に起訴は見送られたものの性的人身売買の疑いで司法省の捜査を3年近くも受けたり、ゲイツ本人は疑惑を否定しているものの下院倫理委員会では性的な違法行為や薬物使用などの疑いについて調査対象となっており、この調査結果がなされぬまま上院にて人事案承認を要求されることに共和党内部からも反発の声が上がった。このためゲイツは新政権の邪魔はしたくないとして11月21日に指名辞退を発表。トランプは同日、元フロリダ州司法長官のパム・ボンディを新たに司法長官に指名した。

### 国際連合大使
国際連合大使には当初、2024年11月11日にエリス・ステファニク下院議員が指名された。しかし下院における共和党の優勢がギリギリであることから、トランプはステファニクに引き続き下院議員を続けさせ共和党の議員数を確保するのが賢明と判断し、2025年3月27日に人事案を撤回した。その後、5月1日に国家安全保障問題担当大統領補佐官を辞任したマイケル・ウォルツが指名された。